# Nestor Ljetopisac
Nestor Ljetopisac (1056. – 1114.) je bio srednjovjekovni kijevski monah koji je napisao neke od najstarijih staroruskih spisa. Najpoznatije mu je djelo Nestorov ljetopis koji opisuje početke razvoja Kijevske Rusi. Osim toga napisao je Život svetog Teodozija i  Čitanja o kneževima Borisu i Glebu.
Iz njegovog je života poznato samo da je 1073. postao monahom u Kijevo-pečerskoj lavri, te da je, zajedno s drugom dvojicom monaha, uspješno ispunio zadatak pronalaska relikvija svetog Teodozija. Pretpostavlja se da je podržavao kneza Svjatopulka II. i njegovo snažnije oslanjanje na skandinavske vladare, te da se protivio bizantskom utjecaju na Kijev.
Jezik je njegovih spisa staroslavenski s mnogo rusizama. Etnološki detalji o raznim skupinama Slavena od osobitog su značenja. Ipak, u njegovo su djelo ušle i mnoge legende, a stil mu je ponekad toliko pjesnički da se misli kako je koristio narodne epove. Isti stil pisanja zadržao se kod ukrajinskog plemstva nakon propasti Kijevske Rusi u 13. stoljeću.